# マイクロフト・ホームズ
マイクロフト・ホームズ (Mycroft Holmes) は、アーサー・コナン・ドイルの推理小説「シャーロック・ホームズシリーズ」の登場人物。シャーロック・ホームズの兄で、7歳上とされている。

## 人物
いくつかの官庁で会計検査の仕事をしており、表面こそ下級役人であるものの、実際にはその卓越した頭脳で「政府の政策全般を調整する重要なポスト」にあり、その記憶力、知識を生かしてイギリス政府の中でも重宝される存在になっている。それゆえ、シャーロックには「政府そのもの」と評される一方、彼とは対照的にあまり活動的な性格ではなく、「活動的でさえあれば、私より優れた探偵になれたであろう」とも評されている。
シャーロック以上の観察力・推理力を持っているが、事件の推理については「あくまで道楽」として考えており、彼には「もし探偵の仕事が安楽椅子で推理する事に終始するならば、彼は今までで最も偉大な探偵だったろう」と評されている。
人付き合いが嫌いな者ばかりが集まった、ペル・メルにあるディオゲネス・クラブの創立発起人・会員でもある（それゆえ、このクラブには「来客室以外で口をきいてはいけない」などの変わった規則が存在する）。
作中では、シャーロックに事件解決を依頼したりしている。また、「最後の事件｣から「空き家の怪事」までシャーロックが世間から隠遁生活をしている間、彼を金銭面などで支援したりもしている。

## 登場作品
1. ギリシャ語通訳（シャーロック・ホームズの思い出）
2. 最後の事件（シャーロック・ホームズの思い出）
3. 空き家の冒険（シャーロック・ホームズの帰還）
4. ブルースパーティントン設計書（シャーロック・ホームズ最後の挨拶）

## 註
1. ↑  "If the art of the detective began and ended in reasoning from an arm-chair, my brother would be the greatest criminal agent that ever lived. "（『ギリシャ語通訳』）。ミステリ用語『安楽椅子探偵』の由来。